# Christian Bergström
Pour les articles homonymes, voir Bergström.
Christian Bergström, né le 19 juillet 1967 à Göteborg, est un ancien joueur de tennis professionnel suédois.

## Carrière
En 1985, il est finaliste des championnats du Monde et champion d'Europe juniors.

## Palmarès

### Finales en simple messieurs
| No | Date       | Nom et lieu du tournoi                             | Catégorie    | Dotation  | Surface    | Vainqueur        | Score          |  |
| -- | ---------- | -------------------------------------------------- | ------------ | --------- | ---------- | ---------------- | -------------- |  |
| 1  | 30-12-1991 | Australian Men's Hardcourt Championships, Adélaïde | World Series | 157 500 $ | Dur (ext.) | Goran Ivanišević | 1-6, 7-65, 6-4 |  |
| 2  | 04-01-1993 | Australian Men's Hardcourt Championships, Adélaïde | World Series | 157 500 $ | Dur (ext.) | Nicklas Kulti    | 3-6, 7-5, 6-4  |  |

### Finale en double messieurs
| No | Date       | Nom et lieu du tournoi | Catégorie    | Dotation  | Surface      | Vainqueurs                         | Partenaire        | Score    |  |
| -- | ---------- | ---------------------- | ------------ | --------- | ------------ | ---------------------------------- | ----------------- | -------- |  |
| 1  | 06-07-1992 | Swedish Open Båstad    | World Series | 235 000 $ | Terre (ext.) | Tomás Carbonell Christian Miniussi | Magnus Gustafsson | 6-4, 7-5 |  |

## Parcours dans les tournois duGrand Chelem

### En simple
| Année | Open d'Australie | Open d'Australie | Internationaux de France | Internationaux de France | Wimbledon       | Wimbledon       | US Open         | US Open     |
| ----- | ---------------- | ---------------- | ------------------------ | ------------------------ | --------------- | --------------- | --------------- | ----------- |
| 1986  | —                | —                | 1er tour (1/64)          | S. Giammalva Jr          | —               | —               | 1er tour (1/64) | J. Yzaga    |
| 1987  | —                | —                | 2e tour (1/32)           | Y. Noah                  | 2e tour (1/32)  | C. van Rensburg | 2e tour (1/32)  | T. Muster   |
| 1988  | 1er tour (1/64)  | S. Youl          | 2e tour (1/32)           | J. McEnroe               | 2e tour (1/32)  | J. Fitzgerald   | 1er tour (1/64) | G. Connell  |
| 1989  | —                | —                | 1er tour (1/64)          | N. Pereira               | 1er tour (1/64) | O. Camporese    | —               | —           |
| 1990  | 2e tour (1/32)   | G. Bloom         | 3e tour (1/16)           | M. Chang                 | 1/4 de finale   | S. Edberg       | —               | —           |
| 1991  | 2e tour (1/32)   | T. Woodbridge    | 1er tour (1/64)          | F. Davín                 | 1/8 de finale   | Bo. Becker      | 2e tour (1/32)  | A. Boetsch  |
| 1992  | 1/8 de finale    | R. Krajicek      | 1er tour (1/64)          | P. Korda                 | 1er tour (1/64) | P. Korda        | 1er tour (1/64) | F. Santoro  |
| 1993  | 1/4 de finale    | S. Edberg        | 1er tour (1/64)          | R. Krajicek              | 1er tour (1/64) | B. Gilbert      | 1er tour (1/64) | R. Reneberg |
| 1994  | 1er tour (1/64)  | D. Vacek         | —                        | —                        | 1/4 de finale   | Bo. Becker      | 2e tour (1/32)  | M. Ondruska |
| 1995  | —                | —                | —                        | —                        | 1er tour (1/64) | A. Krickstein   | —               | —           |

N.B. : à droite du résultat se trouve le nom de l'ultime adversaire.